# 야마베노 아카히토

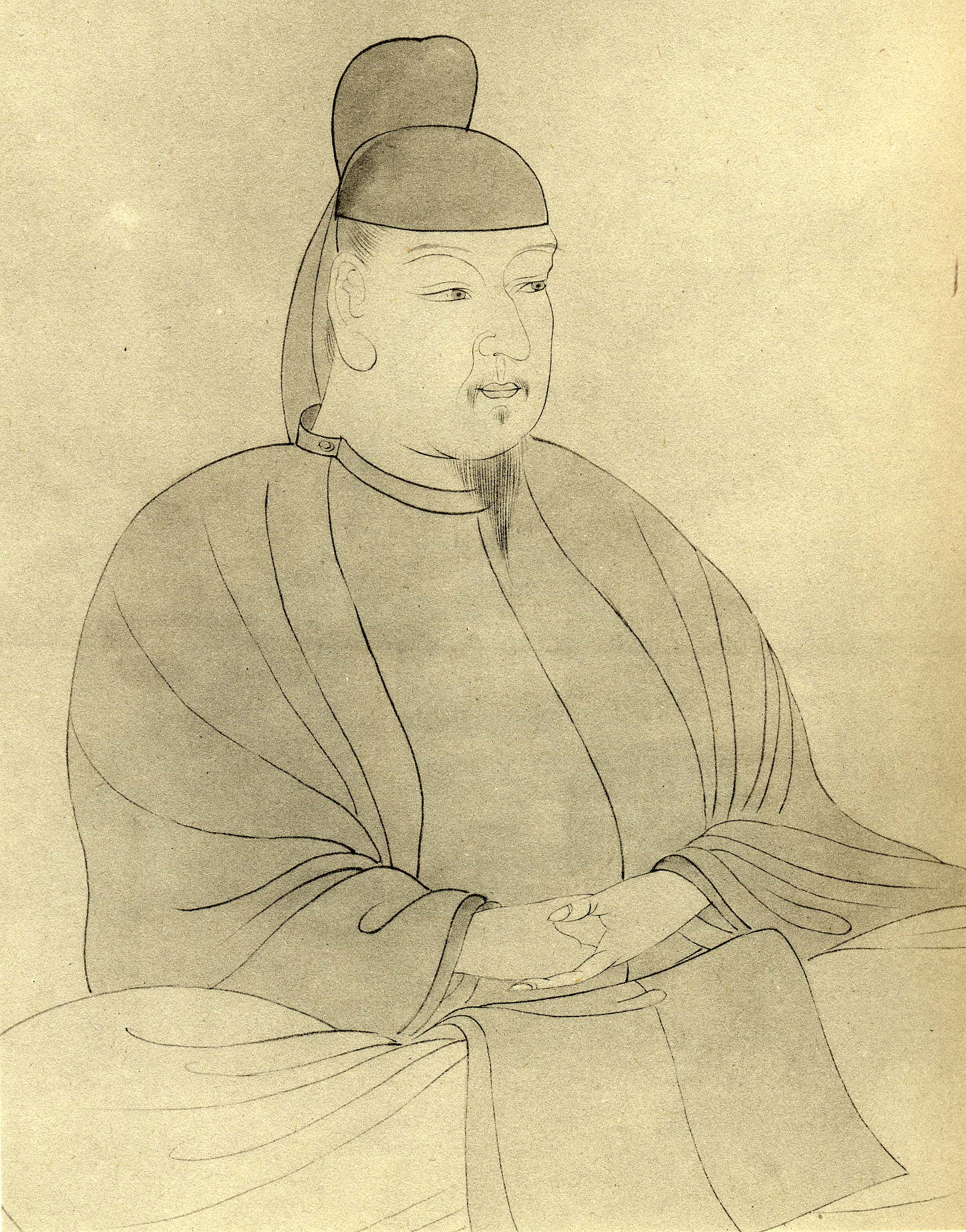
야마베노 아카히토

야마베노 아카히토(일본어: 山部赤人, 생년 미상 ~ 736년(추정))는 나라 시대의 와카 작가이다. 36가선 중 한사람. 가바네는 스쿠네.

## 와카
```
田子の浦にうち出でて見れば白妙の富士の高嶺に雪は降りつつ
```